# Cecilio Pujazón y García
Cecilio Pujazón y García (San Fernando, Cádiz, 22 de noviembre de 1833 - París, 15 de abril de 1891) fue un capitán de navío y astrónomo español.

## Biografía

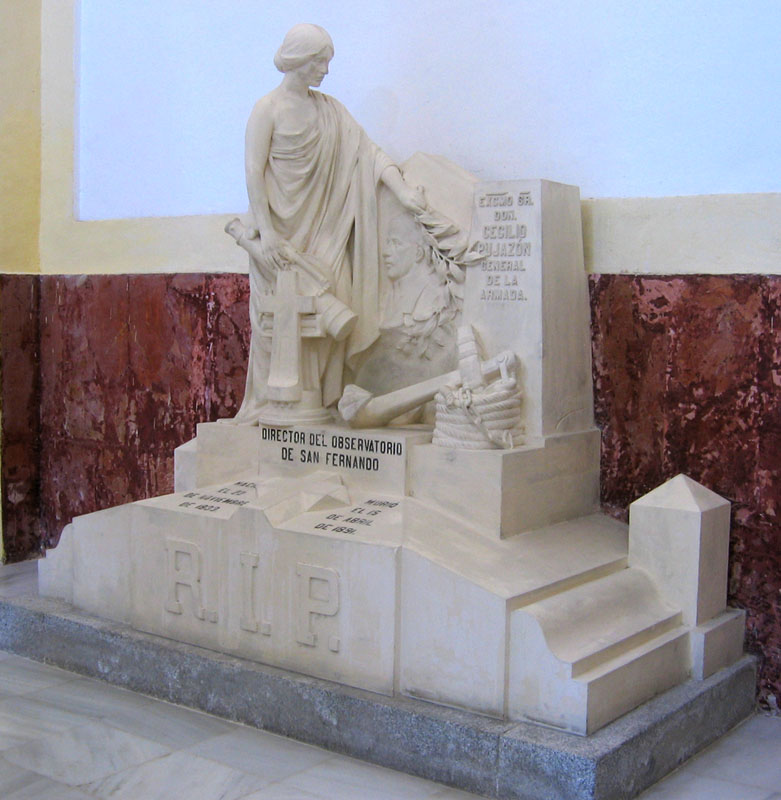
Tumba de Cecilio Pujazón en el Panteón de Marinos Ilustres. San Fernando (Cádiz).

En 1875 asistió al Congreso Internacional de Meteorología en Londres; en 1878 se trasladó a Cuba para observar un eclipse de Sol. En 1879 asiste a otro congreso meteorológico en Roma. En 1882 acude a París a la Conferencia Internacional que estudió el paso de Venus por el disco solar, en cuya ocasión no sólo contribuyó al éxito de dicha investigación, sino que se desplazó a Puerto Rico y La Habana para crear estaciones que observaran y estudiasen las diferentes fases del fenómeno.
En 1884 volvió a Roma con ocasión de una conferencia geodésica internacional, y en 1887 acudió de nuevo a París, como uno de los principales colaboradores, para levantar el mapa del cielo, en cuya labor le sorprendió la muerte en 1891. Sus restos se encuentran enterrados en el Panteón de Marinos Ilustres, en la ciudad española de San Fernando (Cádiz).
- Datos: Q5759889